# Précariat
 (mars 2015).
Le précariat est une nouvelle classe sociale constitué par les travailleurs précaires. C'est un néologisme de la sociologie, formé à partir des mots précarité et prolétariat.

## Origines théoriques du concept
Le théoricien italien Amadeo Bordiga (1889-1970) définissait le prolétariat comme l'ensemble des personnes sans ressources — Marx lui-même distinguait classe ouvrière et prolétariat, ce dernier étant caractérisé par un type d'exploitation spécifique, et non simplement en tant que groupe social. Dans les années 1980, des Bordiguistes publiaient une revue intitulée Sans réserves. Ils travaillaient avec le groupe italien Precari Nati, d'inspiration anarchiste et bordiguiste. Ces théoriciens italiens ont contribué à diffuser vers la France, dès la fin des années 1970, le néologisme de « précariat » comme outil d'analyse des changements sociaux et outil de recomposition politique. Cette importation a notamment été le fait de la revue autonome Camarades[réf. nécessaire].
Dans les années 2000, le militant italien Alex Foti, animateur du mouvement européen des précaires Euromayday, a pu dire que « le précariat est à la firme post-industrielle ce que le prolétariat était à l'entreprise industrielle »[réf. nécessaire].
Plus récemment le professeur d’économie anglais Guy Standing a consacré un livre au concept de précariat, The Precariat: The New Dangerous Class (2011), qu'il analyse comme une véritable classe sociale émergente. Standing défend le revenu de base inconditionnel comme une nécessité historique de remédier au problème croissant du précariat.
En France, le terme est notamment utilisé par le sociologue Robert Castel, qui le définit comme « un infra-salariat qui se développe en deçà de la société salariale et qui ne permet plus d'assurer l'indépendance économique et sociale des travailleurs ».

## De la précarité au précariat
Le « précariat » regroupe les travailleurs qui ont des contrats de travail précaires, comme en France les CDD, les CNE, et les conventions de stages, ainsi que les intérimaires, ou encore les emplois des travailleurs clandestins.
Il existe une Rencontre internationale du précariat à Berlin. La dernière a eu lieu en janvier 2005.
Le précariat est souvent dénoncé par des associations de chômeurs, comme AC! ou Stop Précarité.
Ainsi, selon Évelyne Perrin,

« Dans cette nouvelle organisation capitaliste, le précariat devient structurel, et pour les patrons, il s'agit de lui faire supporter le risque de l'emploi, d'externaliser tout ce qui était protection sociale et garantie collective contre la perte d'emploi. »

## La politique du précariat
Le sociologue Patrick Cingolani a proposé dans Révolutions précaires une « politique du précariat » qui comporte deux grandes dimensions: premièrement des revendications de droits sociaux adressées à l’État, axées sur la sécurisation du revenu pour les travailleurs précarisés, et deuxièmement un effort d'organisation autonome sur une base locale, dont les associations de quartier et les coopératives seraient les embryons.
L'incertitude centrale de cette politique est celle de son resserrement sur la fraction « créative » du précariat, ou de son ouverture aux différentes strates qui constituent cette catégorie sociale.